# NGC 1232
NGC 1232 je spirální galaxie v souhvězdí Eridanu. Objevil ji William Herschel 20. října 1784.
Od Země je vzdálená 47 milionů světelných let a patří do kupy galaxií v Eridanu.
Tuto galaxii je možné pozorovat i menším hvězdářským dalekohledem.
Směrem k Zemi je natočena čelem a na jejích fotografiích zaujmou výrazná spirální ramena a satelitní galaxie.
Díky tomu byla přidána do katalogu zvláštních galaxií pod označením Arp 41.